# Талькхоф
Та́лькхоф, также за́мок Та́лькхоф (нем. Schloß Talkhof) и мы́за Пу́урмани (эст. Puurmani mõis) — рыцарская мыза в уезде Йыгевамаа, Эстония. Расположена на территории посёлка Пуурмани. Согласно историческому административному делению мыза относилась к приходу Курси. В годы Российской империи находилась на территории Лифляндской губернии и относилась к Талькгофскому приходу.

## История мызы

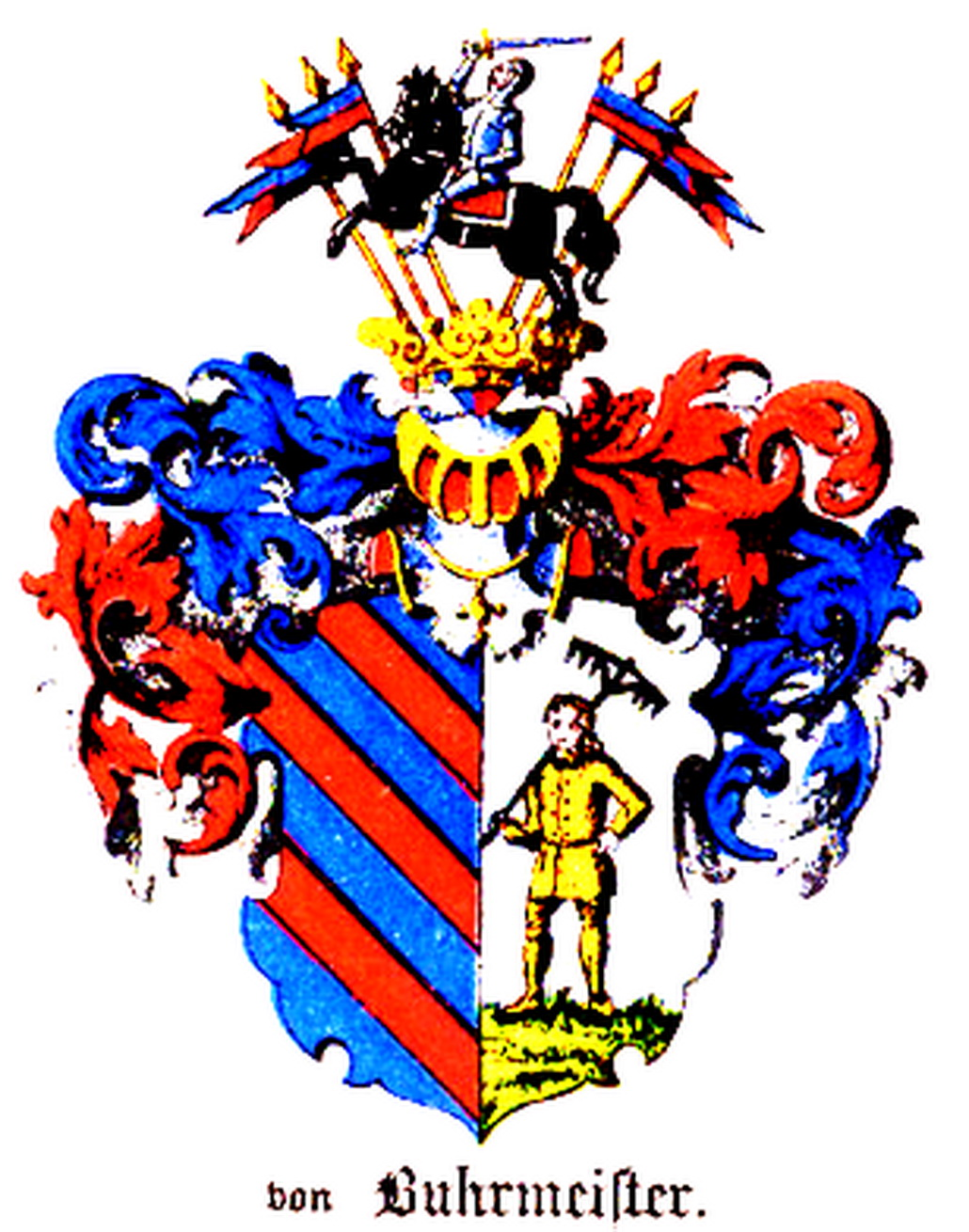
Герб Бурмейстеров

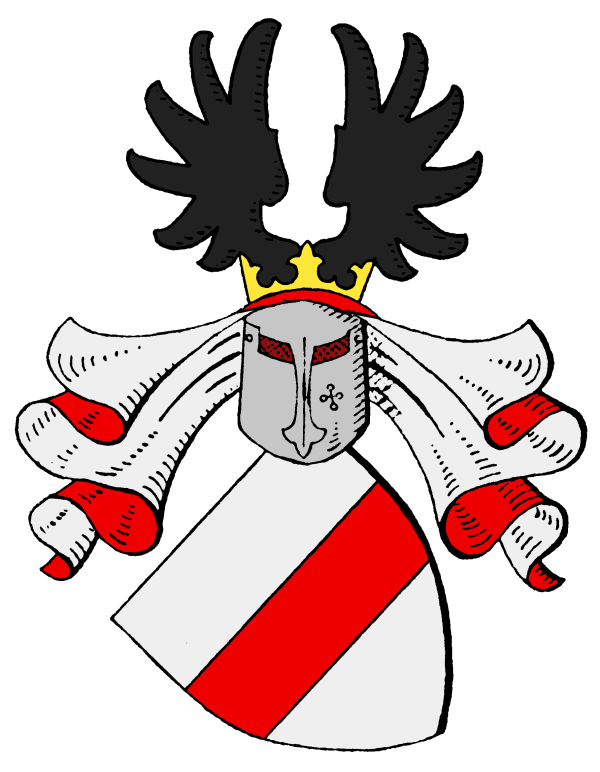
Герб Мантейфелей

Мыза основана в середине 14-го столетия.
Своё эстонское название мыза получила в XVII веке по фамилии владельца — Бурмейстера (Buhrmeister), которому шведская королева Кристина подарила её в 1645 году. Немецким названием мызы было Schloß Talkhof — «Замок Талькоф» (в середине XIV века — Talkhove, в 1582 году — Thalkofen, в 1627 году упоминается также как Kalckhoff).
В средние века на месте мызы находились резиденции фогта и комтура рыцарского ордена Курси; здесь также (предположительно) было орденское городище, от которого к настоящему времени ничего не сохранилось. Строительство городища было вызвано, по всей вероятности, необходимостью защитить переправу через реку Педья на дороге Таллин—Тарту. Известно о 2 фогтах и 13 комтурах в период 1343—1560 годов, которые располагались в Пуурмани.
В период польского правления мыза Пуурмани была объединена с тартускими хозяйственными мызами, а шведский король Густав Адольф присоединил к ним государственную мызу Раади. В эти времена мыза снабжала Тарту строительной известью, и среди повинностей крепостных крестьян обжиг извести и её перевозка стояли на первом месте.
После Северной войны мыза стала собственностью дворянского семейства Мантейфелей и оставалась в их владении до отчуждения в 1919 году.
На военно-топографических картах Российской империи (1846–1863 годы), в состав которой входила Эстляндская губерния, мыза обозначена как Талькхофъ.
С 1926 года в главном здании (господском доме) мызы работает школа.

## Главное здание

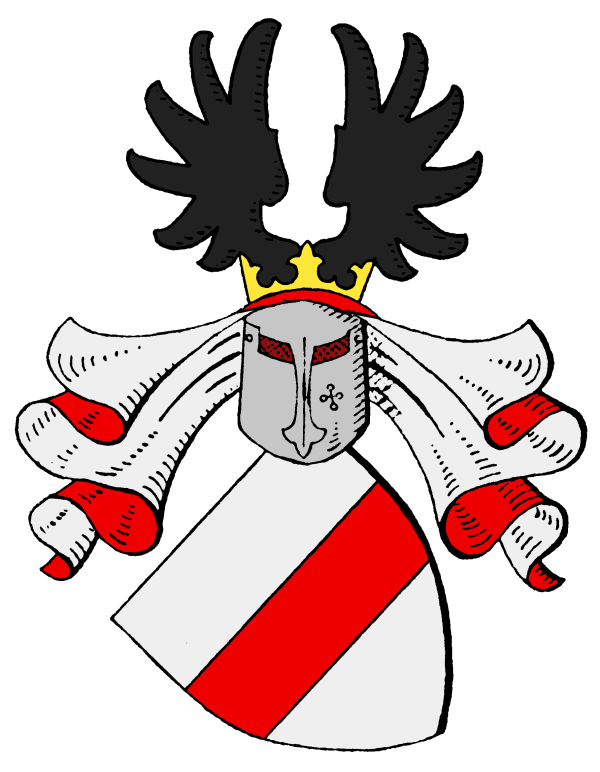
Герб Мантейфелей

Первоначально главное здание мызы было деревянным. В 1877—1881 годах по проекту графа Эрнста фон Мантейфеля (Ernst von Manteuffel) был возведён новый господский дом — один из самых красивых и величественных замков Эстонии в стиле неоренессанса. Замок стоит на высоком цоколе и имеет два полных этажа, один из его передних углов украшает четырёхэтажная восьмиугольная башня. У здания полностью сохранился первоначальный внешний облик и декор, строительные конструкции, детали фасадов и интерьер.
Основной план здания расчленён: ризалиты с четырёх сторон, полигональные пристройки по углам, зимний сад, далеко выступающие лестницы. Исходящий преимущественно из неоренессанса богатый декор фасадов имеет корректный дизайн: штукатурная рустика с глубоким профилем у первого этажа; широкий междуэтажный карниз; основной карниз ко сложными зубчатыми вырезами; на ризалитах — аттик-фронтоны, тосканские колонны; на верхнем этаже башни — поддерживаемая колоннами аркада. Первый этаж — анфиладный. В оформлении зала и других представительских помещений в сложных комбинациях использованы элементы разных исторических стилей (рококо, ранний классицизм, классицизм): настенные панели с гирляндами и портретными медальонами; потолочные розетки со строго симметричным растительным орнаментом; цветочные венки, оплётки, букеты и вазы; пилястры с каннелюрами. Примерами столярной работы высокого уровня являются высокие двустворчатые двери, украшенные факелами и лавровыми венками, наддверные карнизы, декоративные консоли, кассетный потолок в столовой. Сохранились оригинальные кафельные печи и камины. Помещения второго этажа имеют простую отделку и расположены по коридорной системе.
К середине главного здания через парк ведёт прямая дорога длиной в двести метров, в начале которой установлены ворота с башенками в стиле Тюдоров.

## Парк

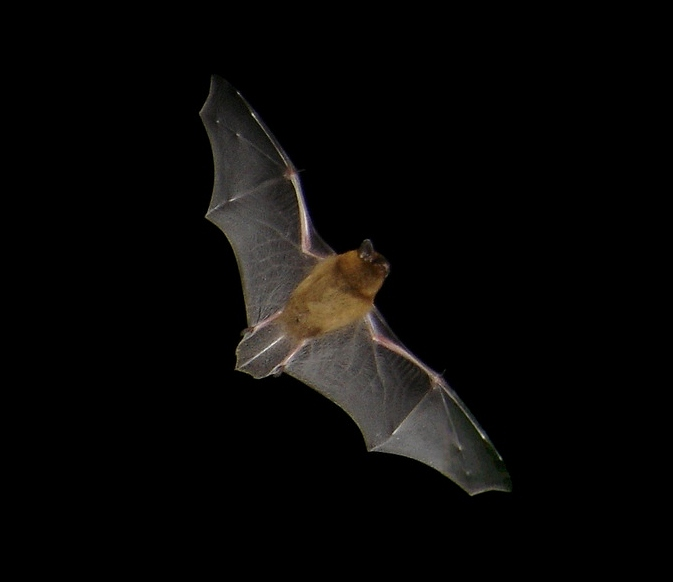
Летучая мышь в полёте

Парк мызы состоит из нескольких частей. Самой представительной его частью является окружающий замок т. н. парк мызы Пуурмани, который простирается вдоль западного берега реки Педья. В этой части парка есть несколько мостов. На севере парк ограничен дорогой из посёлка Табивере в посёлок Лайусе, на западе — шоссе из Пуурмани в Тарту. От последнего парк отделён примечательной кирпичной оградой. Основная структура парка в стиле барокко была заложена в 18-м столетии. В середине 19-го столетия парк был преобразован в природный парк со свободной планировкой. Нынешнее оформление парадной площади перед главным зданием происходит из 1930-х годов. Большинство произрастающих в парке деревьев — это местные породы: ясень обыкновенный, дуб обыкновенный, липа обыкновенная, вяз; из завезённых пород — клён серебристый, лиственница японская, лиственница европейская и др.
Южная часть окружающего замок парка заканчивается подковообразным прудом. В его середине расположен круглый островок в виде террас, где находится беседка с соломенной крышей на шести сучковатых брёвнах, в центре которой установлен стол из жёрнова.
В парке есть места обитания летучих мышей; в период 1999—2008 годов здесь было найдено 5 видов летучих мышей: северный кожанок, водяная ночница, лесной нетопырь, рыжая вечерница и нетопырь-карлик.

## Мызный комплекс
От когда-то представительных подсобных зданий мызы осталось совсем немного: амбар разрушен, от грандиозной круговой конюшни осталась только одна часть. Первоначальный облик лучше всего сохранили дома работников, расположенные по краям ведущего в Таллин шоссе. Историческое шоссе Таллин—Тарту, пересекавшее площадь возле главных ворот мызы, в настоящее время выпрямлено и проходит в нескольких сотнях метров к юго-западу от мызы.
В Государственный регистр памятников культуры Эстонии внесены следующие объекты мызного комплекса:

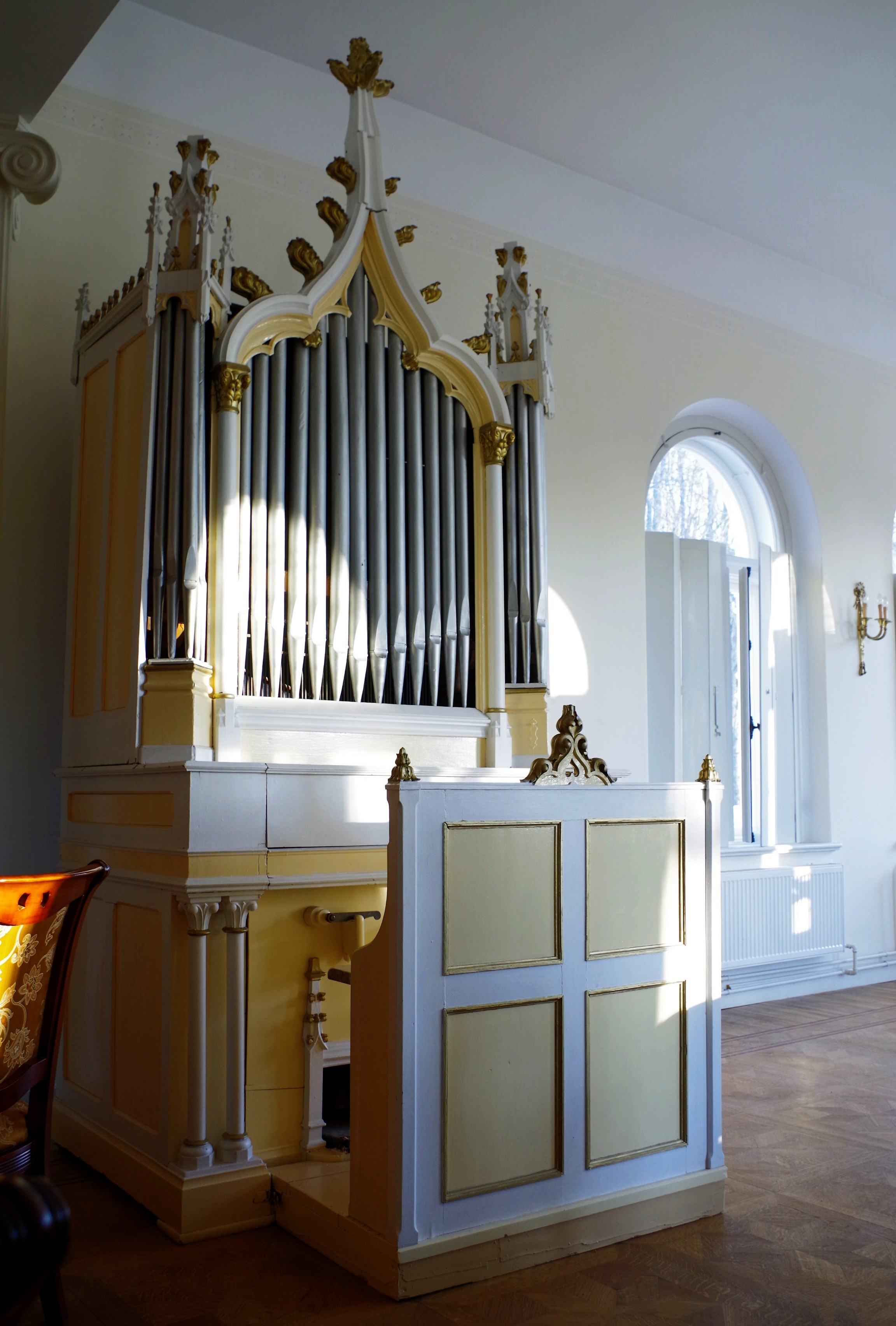
Орга́н мызы Пуурмани

- главное здание (при инспектировании 07.12.2017 находилось в хорошем состоянии)[6];
- мызный парк (при инспектировании 07.12.2017 находился в удовлетворительном состоянии)[7];
- ворота и ограда мызного парка (при инспектировании 20.02.2019 находились в аварийном состоянии)[8];
- парковый мост 1 (при инспектировании 25.05.2012 находился в хорошем состоянии)[9];
- парковый мост 2 (при инспектировании 25.05.2012 находился в удовлетворительном состоянии)[10];
- парковый мост 3 (при инспектировании 25.05.2012 находился в хорошем состоянии)[11];
- парковый монумент (при инспектировании 25.05.2012 находился в плохом состоянии)[12];
- дом управляющего (при инспектировании 05.09.2017 находился в плохом состоянии)[13];
- охотничий домик (при инспектировании 25.08.2011 находился в удовлетворительном состоянии)[14];
- каретник (при инспектировании 20.06.2017 находился в хорошем состоянии)[15];
- дом работников (при инспектировании 05.09.2017 находился в удовлетворительном состоянии)[16];
- дом садовника (при инспектировании 24.10.2018 находился в аварийном состоянии)[17];
- погреб (при инспектировании 27.12.2017 находился в аварийном состоянии)[18].

Как памятник искусства, с 1982 года охраняется государством домашний орга́н мызы Пуурмани (первая половина 20-го столетия, материал: дерево, металл; автор: Dumont, Lelievre & Co; при инспектировании 09.04.2019 находился в удовлетворительном состоянии).

## Галерея

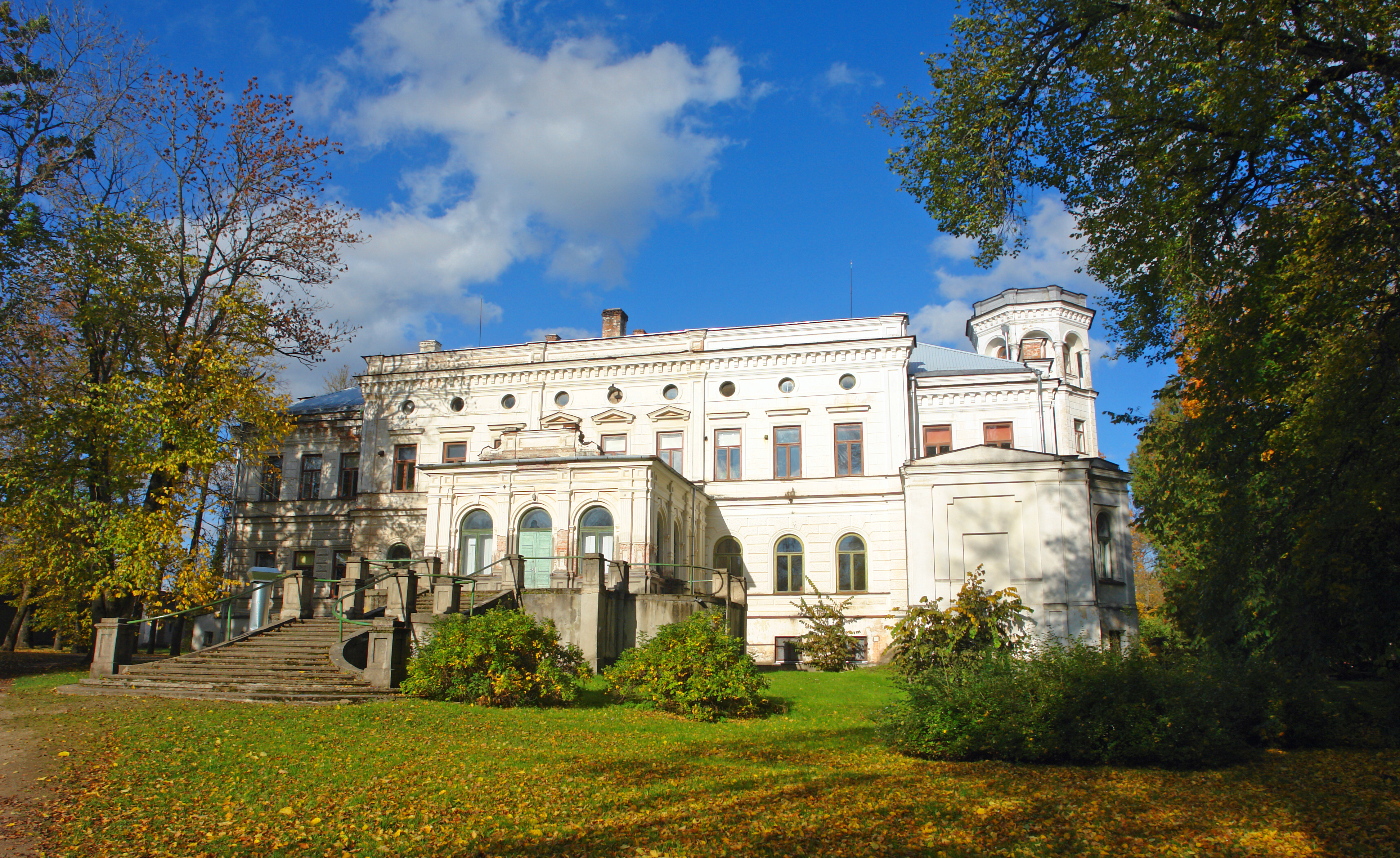
Главное здание мызы со стороны парка
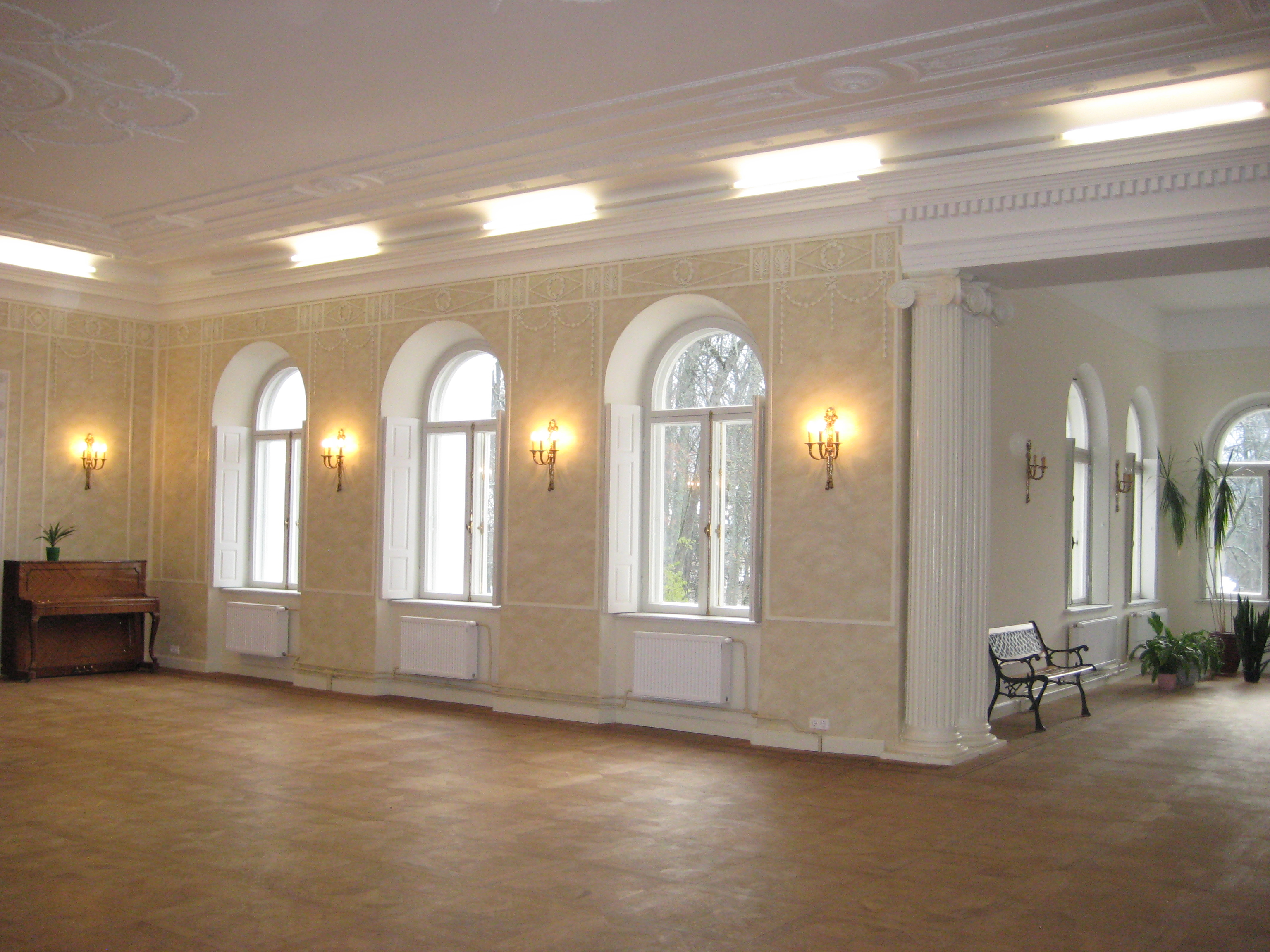
Большой зал
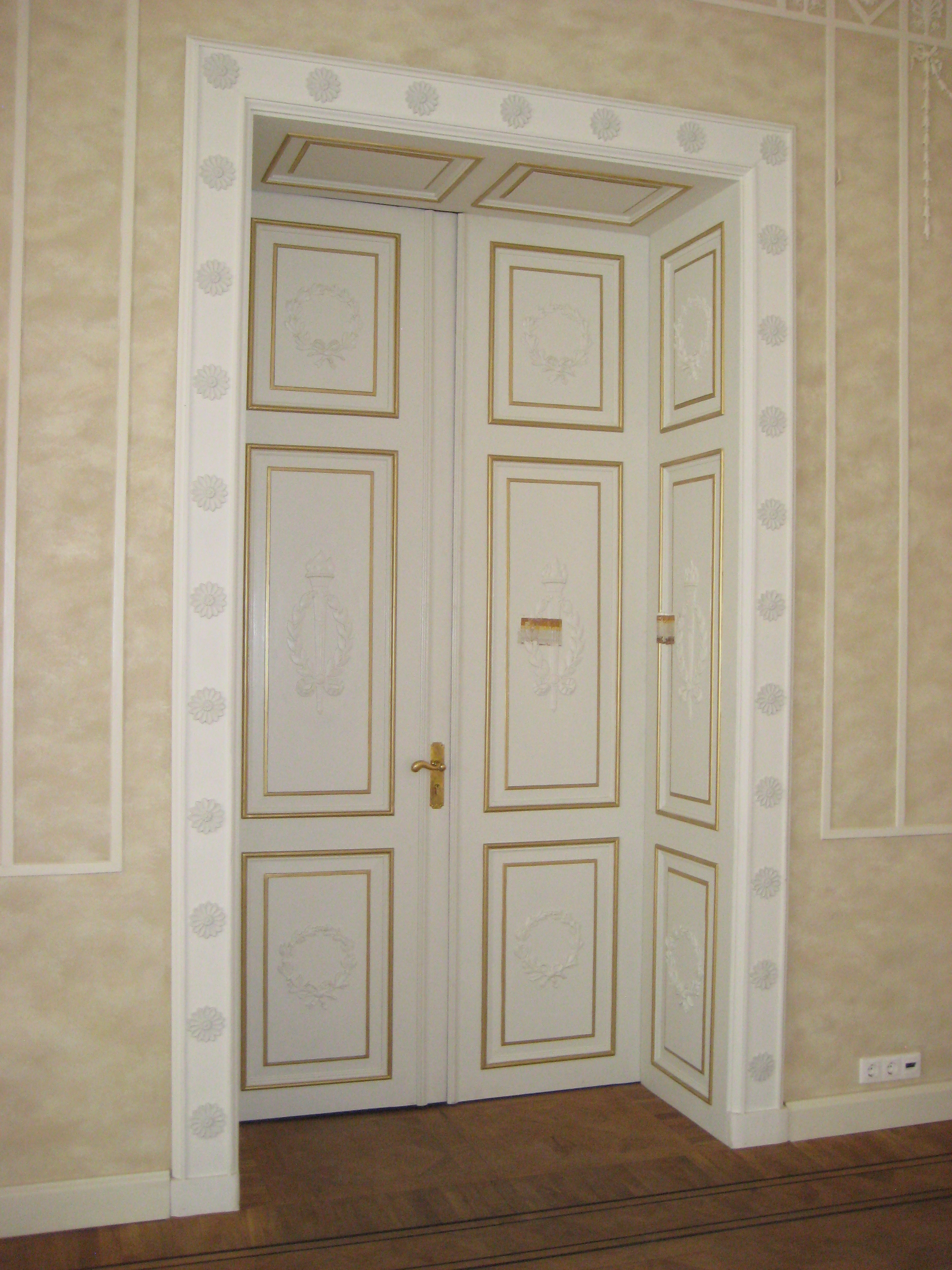
Дверь большого зала
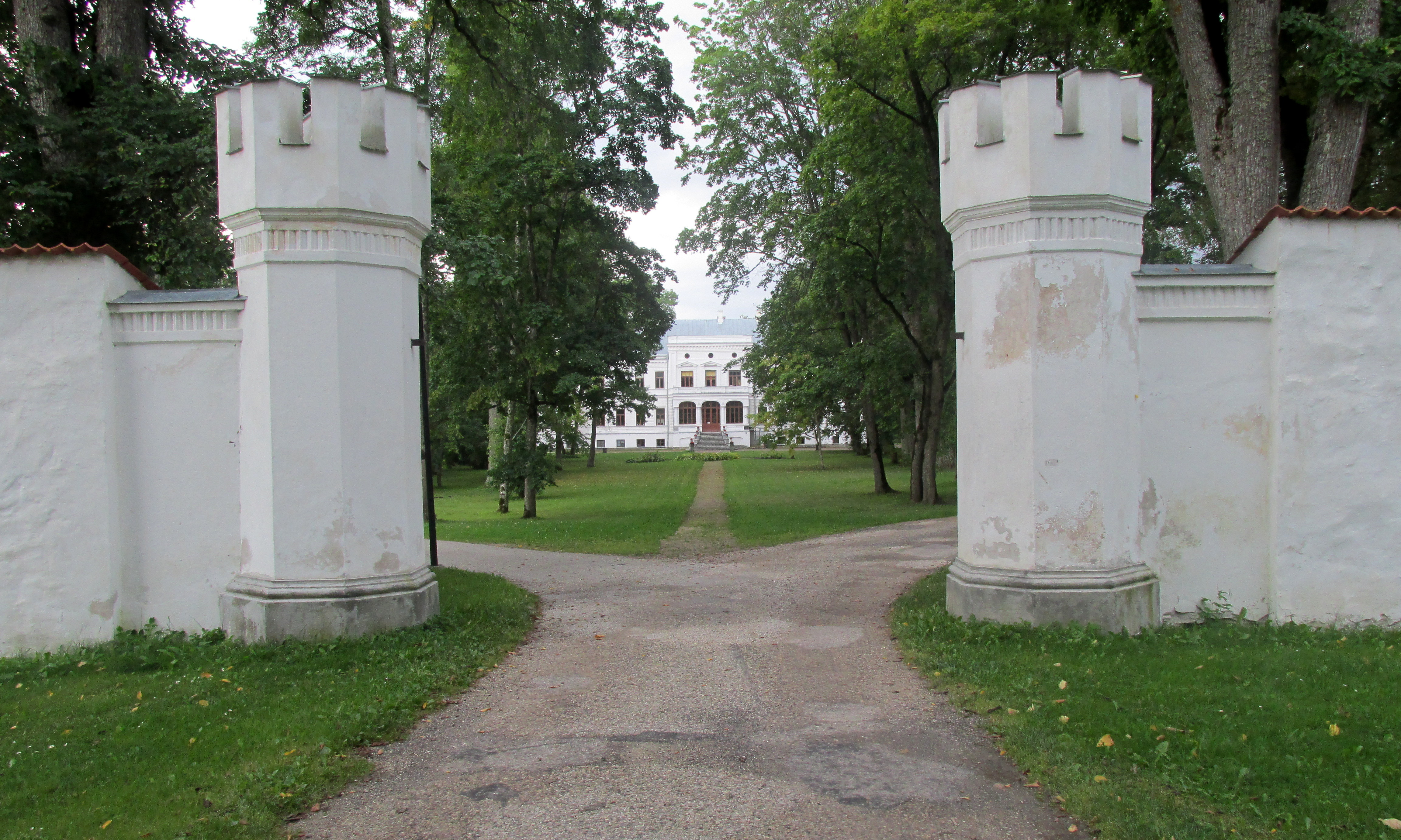
Ворота мызы
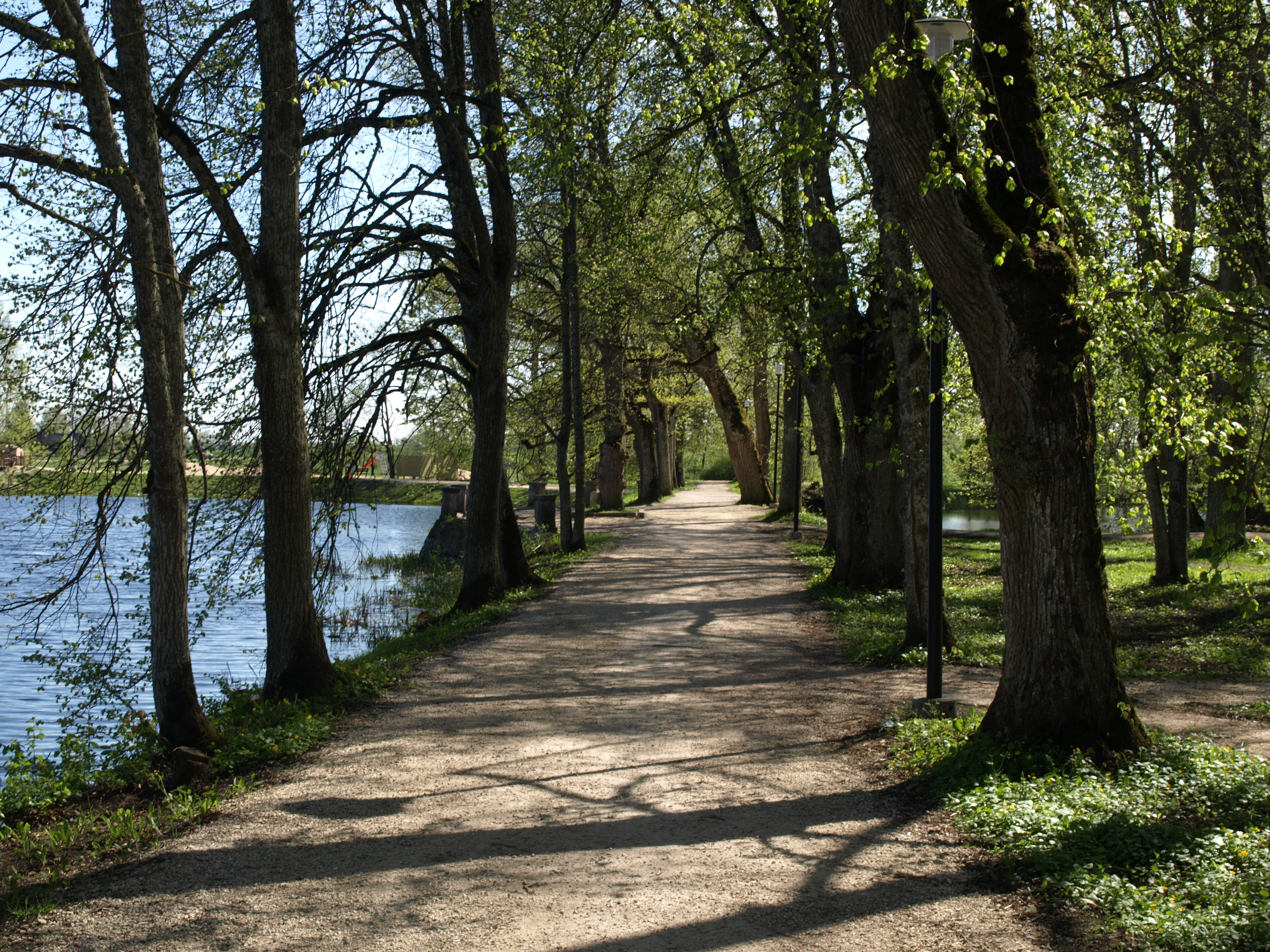
Мызный парк
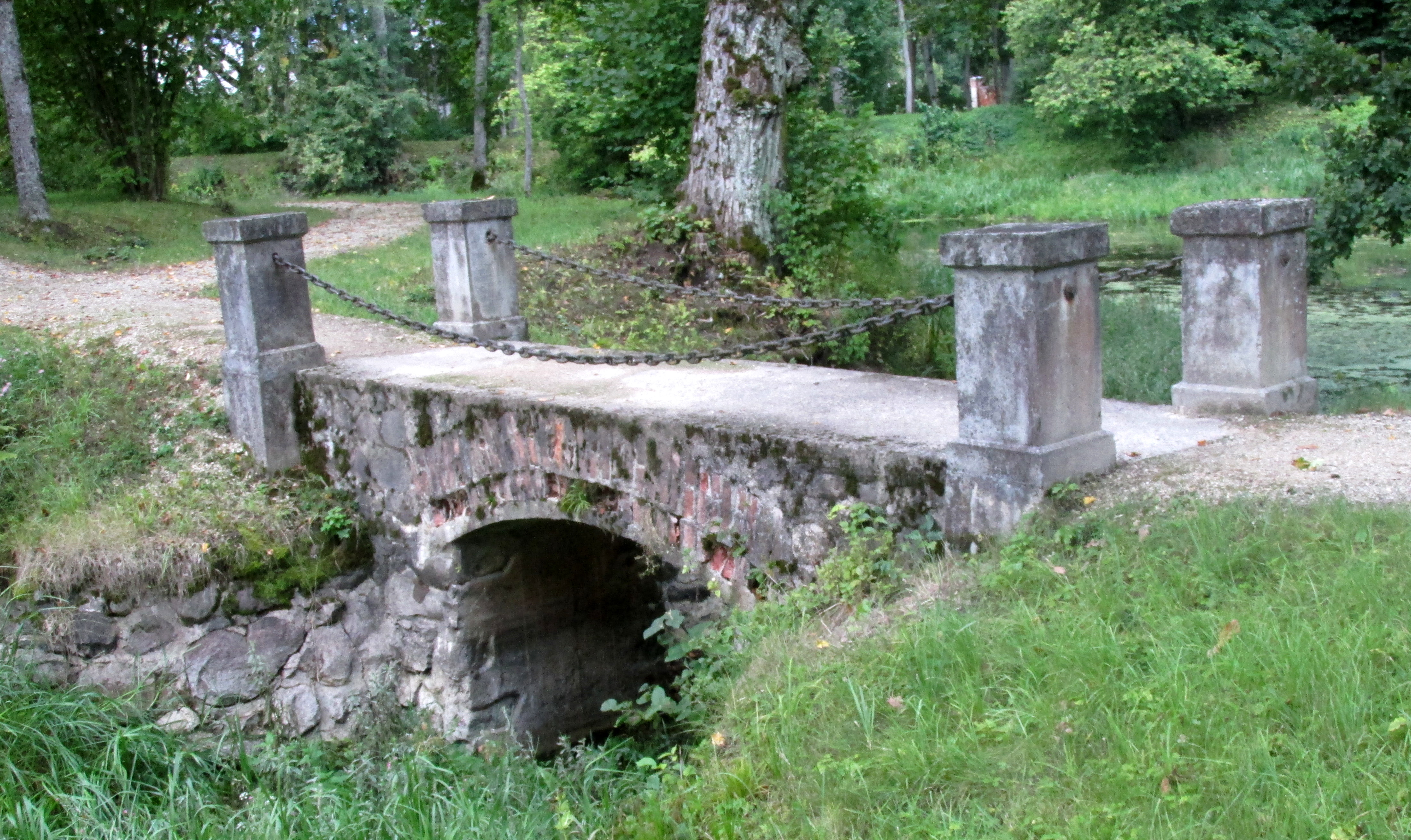
Мост 1 в мызном парке
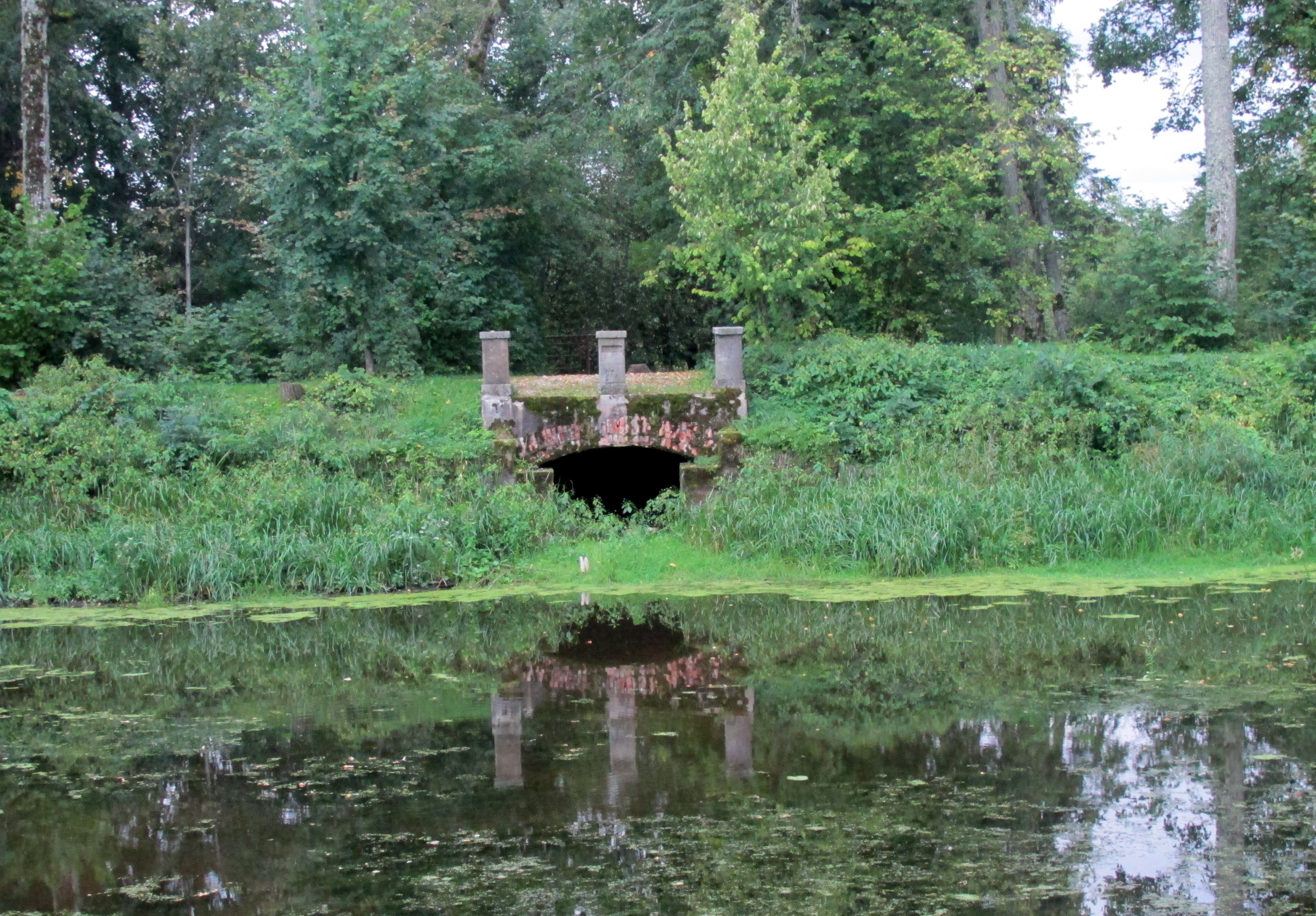
Мост 2
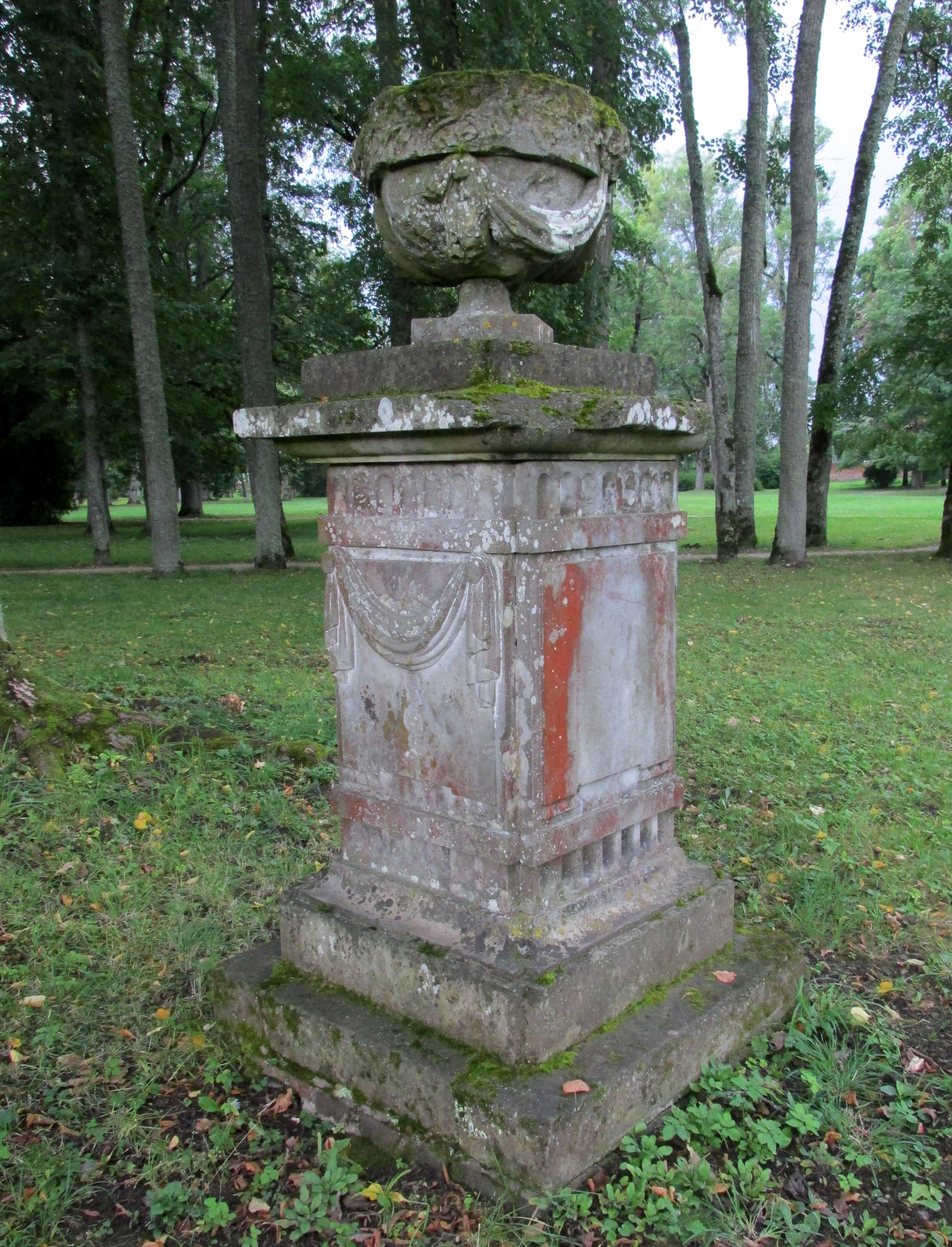
Монумент в мызном парке
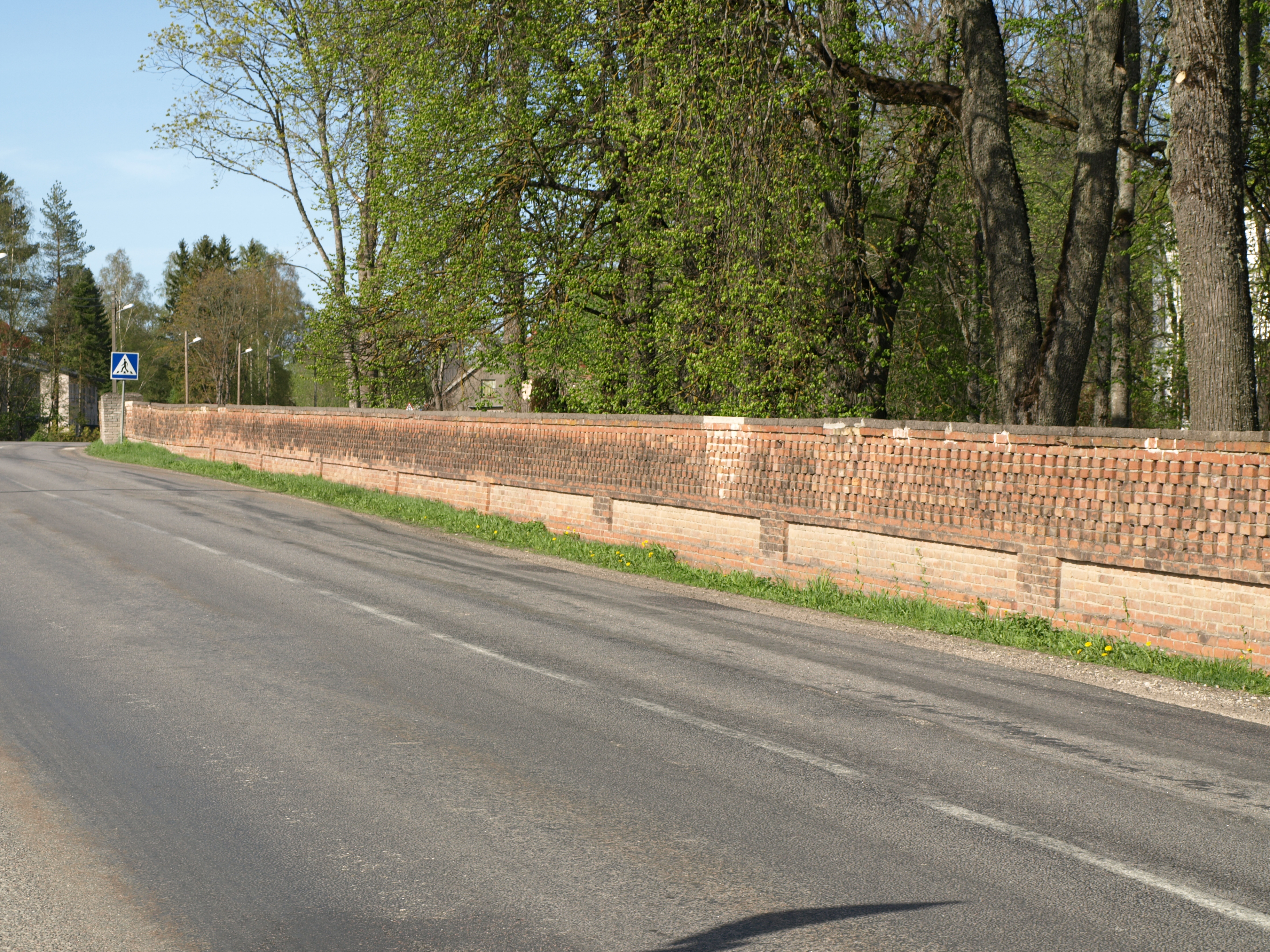
Парковая ограда
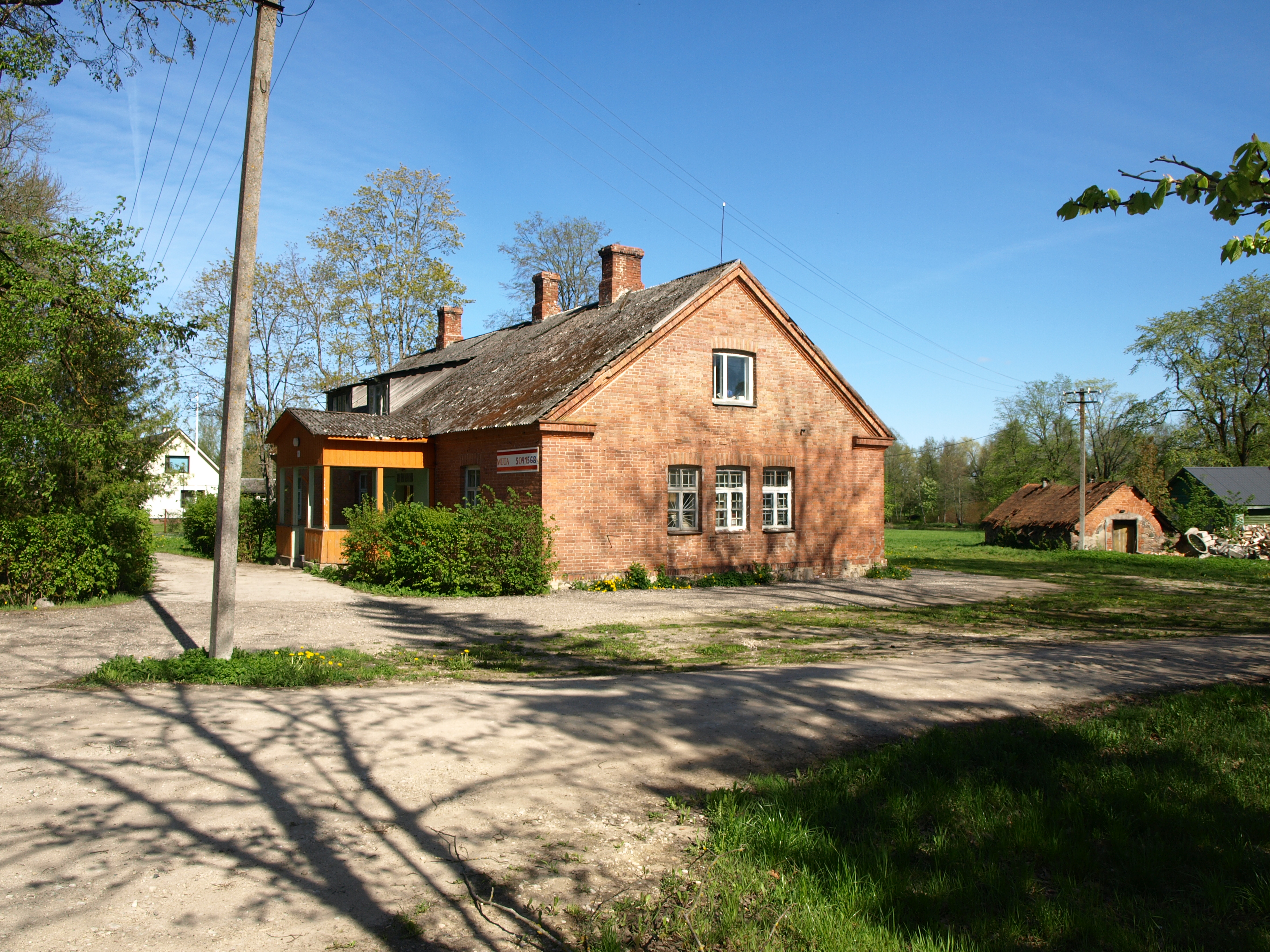
Дом управляющего
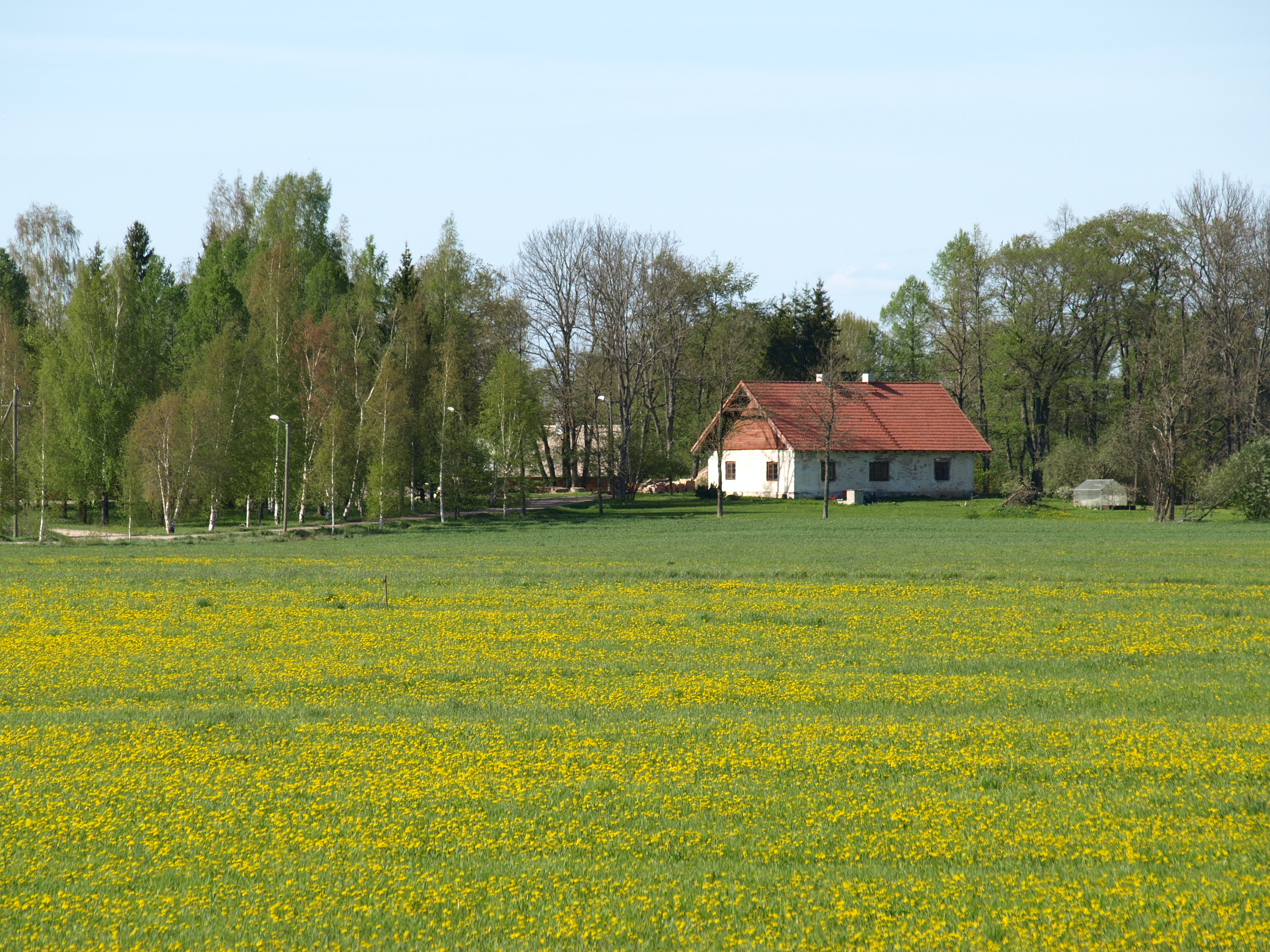
Охотничий домик
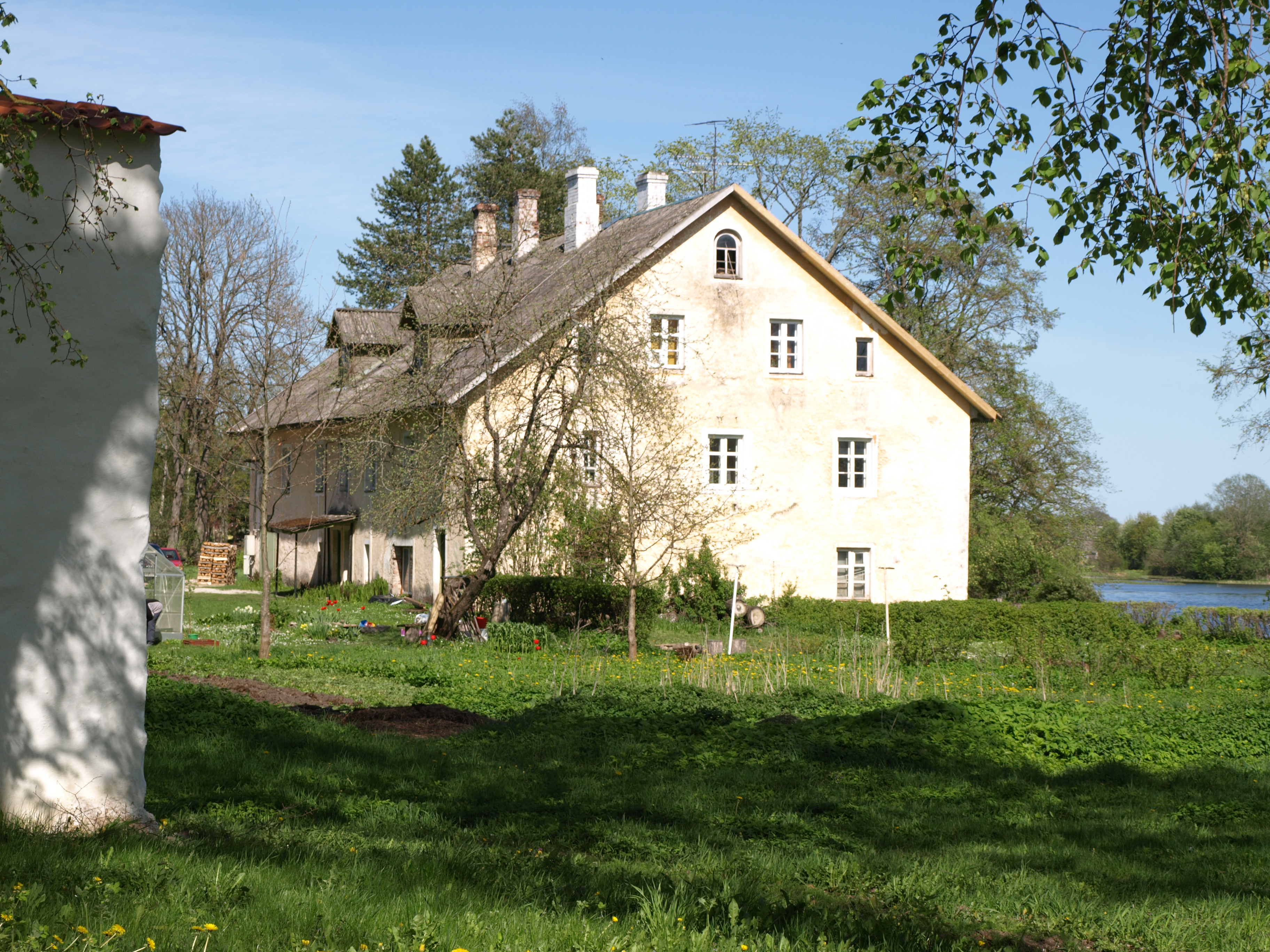
Дом работников мызы
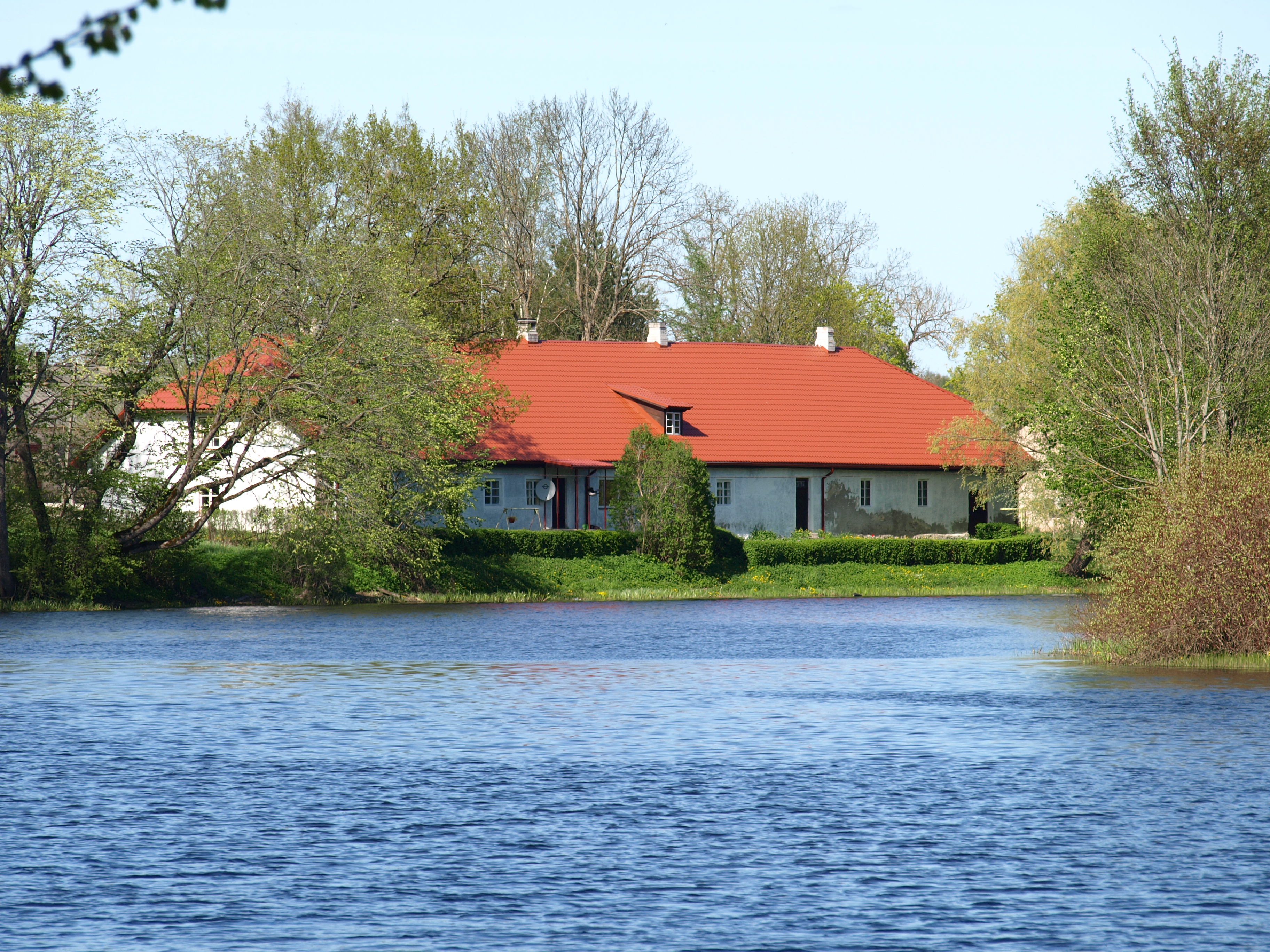
Дом садовника
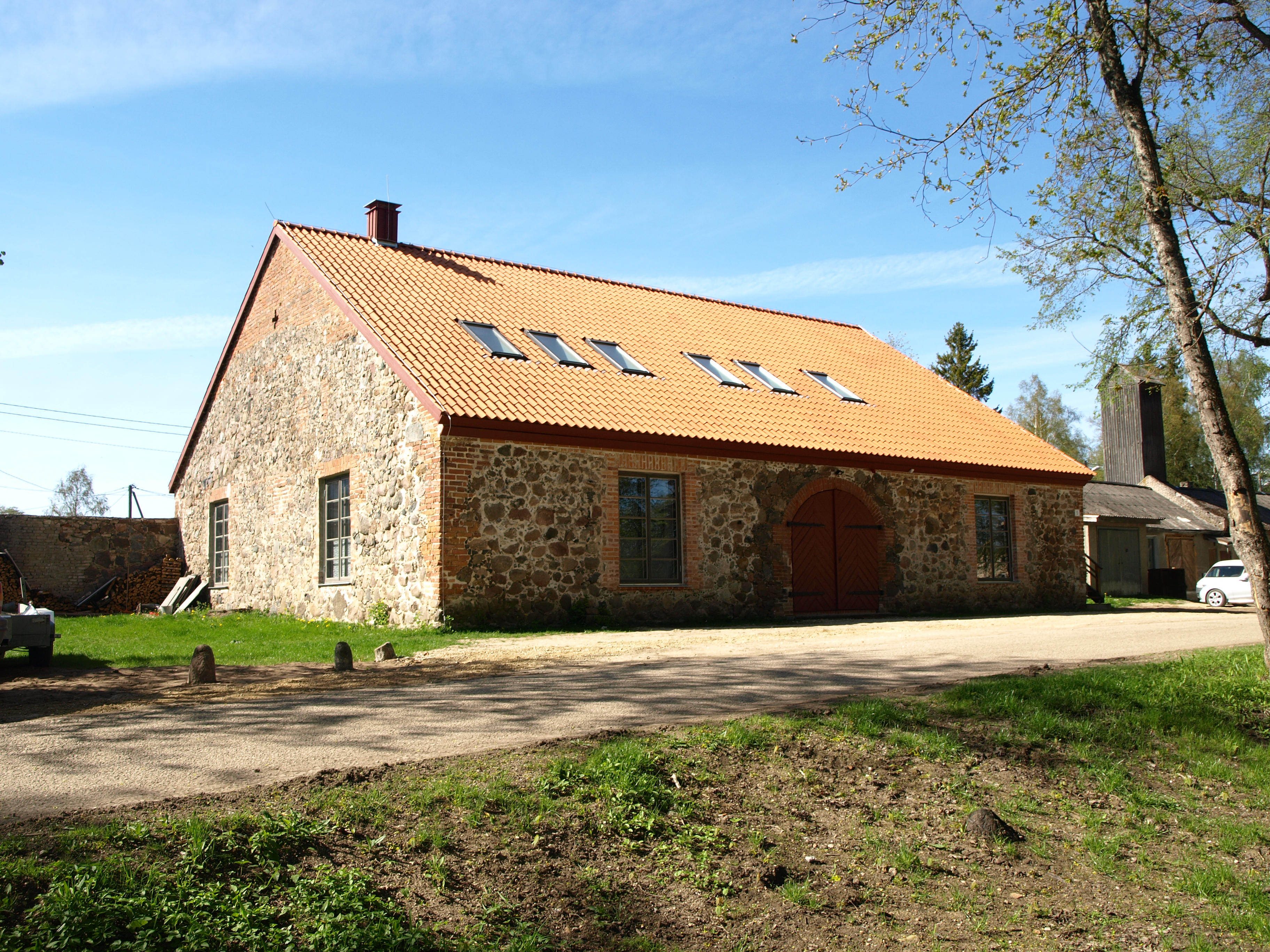
Каретный сарай